# Aczino
Mauricio Hernández González (n. 2 iulie 1991, Los Reyes Acaquilpan⁠(d), México, Mexic), cunoscut popular sub numele de Aczino, este un rapper și freestyler al rapului mexican. Este considerat unul dintre cei mai relevanți interpreți de freestyle rap, cu aproximativ 20 de titluri internaționale și multiple recunoașteri în turneele regionale din diferite țări.  